# Liga Nacional Superior de Voleibol Femenino 2006-07
La Liga Nacional Superior de Voleibol del Perú del 2006-07, fue la tercera edición de la competición nacional de clubes de voleibol del Perú. Comenzó a disputarse en diciembre del 2006 y culminó el 11 de marzo de 2007; el ganador del torneo por tercer año consecutivo fue el Regatas Lima.

## Equipos participantes
En esta edición participaron 17 equipos, hecho que fue muy criticado por la dificultad de llevar un torneo con un número impar de equipos.
| Club                      | Ciudad   | Sede                           | Capacidad |
| ------------------------- | -------- | ------------------------------ | --------- |
| A.E.L.U.                  | Lima     | C.D. Circolo Sportivo Italiano | 1.000     |
| Alianza Lima              | Lima     | C.D. Circolo Sportivo Italiano | 1.000     |
| Camino de Vida            | Lima     | C.D. Circolo Sportivo Italiano | 1.000     |
| Circolo Sportivo Italiano | Lima     | C.D. Circolo Sportivo Italiano | 1.000     |
| Deportivo Alianza         | Lima     | C.D. Circolo Sportivo Italiano | 1.000     |
| Deportivo Wanka           | Lima     | C.D. Circolo Sportivo Italiano | 1.000     |
| Divino Maestro            | Lima     | C.D. Circolo Sportivo Italiano | 1.000     |
| El Milagro                | Piura    | C.D. Circolo Sportivo Italiano | 1.000     |
| Géminis                   | Lima     | C.D. Circolo Sportivo Italiano | 1.000     |
| Internacional             | Arequipa | Coliseo Shirampari             | 1.000     |
| Latino Amisa              | Lima     | C.D. Circolo Sportivo Italiano | 1.000     |
| Regatas Lima              | Lima     | C.D. Circolo Sportivo Italiano | 1.000     |
| S.I.M.A.                  | Chimbote | Coliseo Gran Chimú             | 4.500     |
| Túpac Amaru               | Lima     | C.D. Circolo Sportivo Italiano | 1.000     |
| U. César Vallejo          | Trujillo | Coliseo Gran Chimú             | 4.500     |
| Unión Monterrey           | Lima     | C.D. Circolo Sportivo Italiano | 1.000     |
| U.N.A.S.                  | Huánuco  | Coliseo Shirampari             | 1.000     |

## Clasificación
Por tercer año consecutivo el título fue para el Regatas Lima, tras derrotar en su último partido a la Universidad César Vallejo por 3-2.
| Perú                     |
| Campeón                  |
| Regatas Lima 3.er título |